# Chréode
 (février 2025).
Le mot chréode est un néologisme inventé par le biologiste anglais du XXe siècle Conrad Hal Waddington pour représenter le chemin de développement suivie par une cellule au cours de sa croissance, jusqu'à son intégration à un organe spécialisé. Combinant les racines grecques signifiant « nécessaire » et de « chemin », le terme a été inspiré par la propriété de régulation du développement. Lorsque le développement est perturbé par des facteurs externes, l’embryon tend à réguler sa croissance et sa différenciation en revenant à sa trajectoire normale.

## Biologie du développement
Waddington a utilisé ce terme en même temps que « canalisation » et « homéorhèsie », qui décrit le retour d’un système à une trajectoire stable, alors qu’au « homéostasie » décrit le retour à un état stable. Waddington utilise la métaphore d’une balle roulant sur le flanc d’une colline, en suivant les reliefs qui la canalisent dans une direction particulière. Dans le cas d'un sentier ou d'une chréode profondément creusée dans le flanc d'une colline, il est peu probable que des perturbations extérieures empêchent un développement normal. Il note que les créodes ont tendance à avoir des pentes plus raides plus tôt dans le développement, lorsque les perturbations externes suffisent rarement à modifier la trajectoire de développement. De petites différences de position au sommet de la colline peuvent conduire à des résultats radicalement différents quand la balle atteint la vallée. Cela traduit la tendance des régions voisines de l’embryon précoce à se développer en différents organes avec des structures radicalement différentes. Les structures intermédiaires existant rarement entre les organes, chaque boule qui descend la colline est « canalisée » vers une région distincte des autres régions, tout comme un œil, par exemple, est distinct d'une oreille.
Waddington compare le réseau de chréodes creusées dans la colline à un « paysage épigénétique », ce qui signifie que la formation du corps dépend non seulement de sa constitution génétique mais aussi des différentes façons dont les gènes sont exprimés dans différentes régions de l'embryon. Il développe sa métaphore en décrivant le sous-jacent dessous de ce paysage épigénétique. Nous découvrons alors que le « paysage » ressemble en réalité davantage à une toile de tente qui s'envolerait si une série de câbles porteurs de tension ne la maintenait en place. Les piquets qui relient les câbles au sol sont les gènes. Les câbles sont les facteurs épigénétiques qui influencent l’expression des gènes dans diverses régions de l’embryon. La profondeur et la direction des canaux sont ainsi déterminées par une combinaison du génotype et de boucles de rétroaction épigénétiques par lesquelles les gènes sont régulés.
Bien que Waddington affirme que le processus de développement est génétiquement déterminé, il ne fait aucune tentative pour le montrer et offre même des preuves du contraire. Il observe, par exemple, que les gènes déterminent généralement des phénotypes secondaires, comme la couleur des yeux, plutôt que des traits « principaux », comme la structure de l’œil lui-même. De plus, lorsqu’une mutation génétique influe sur les structures de base, le résultat tend vers une transformation complète de la structure en une autre plutôt qu'un changement partiel, ce que Waddington illustre avec la trajectoire de la balle roulant d'une chréode à une autre. Sa théorie donne ainsi l’impression que les gènes influencent le développement, en modifiant peut-être le cours d’une région de cellules, sans déterminer les points finaux vers lesquels l’embryon se développera.
Cette interprétation est encore renforcée par ce que dit Waddington sur l'organisation du pool génique, où il souligne que « le processus épigénétique qui se produit pendant le développement de l'organisme pourrait être tellement amorti ou canalisé que le résultat final optimal est produit indépendamment du génome de l'individu. » Plus les chréodes sont profondément gravés dans le paysage épigénétique, plus l'influence des gènes sur le développement est faible. Il soutient également que les chréodes profondes résisteront non seulement aux pressions génétiques mais aussi environnementales qui les pousseront à changer le cap du développement. Ce phénomène, qu'il appelle « sélection stabilisatrice », place les gènes et l'environnement au second plan par rapport au système épigénétique.
L’accent mis par Waddington sur l’épigénétique plutôt que sur les gènes préfigure l’intérêt actuel pour la biologie évolutive développement. Comme l’ont expliqué Sean B. Carroll et d’autres, les gènes impliqués dans le développement sont à peu près les mêmes pour toutes les espèces animales, de l’insecte au primate. Plutôt que par des mutations des gènes du développement, l'évolution a été guidée par des changements dans l'expression des gènes, à savoir quels gènes sont exprimés à quels moments et à quels endroits dans l'organisme en développement.

## Architecture
Le théoricien de l'architecture Sanford Kwinter a décrit le concept de chréode comme « le concept le plus important du XXe siècle ». Le mot décrit précisément les chemins de décision au sein de ce que Christopher Alexander appelle l'espace de configuration, équivalent à ce que Stuart Kaufmann appelle « paysage d'aptitude ». Selon la théorie d'Alexander, les décisions conscientes de conception ne suivant pas nécessairement ces chréodes, elles peuvent conduire à des résultats imparfaits. Il propose donc que l’architecture suive ces chemins afin d’obtenir de bons résultats dans l’environnement bâti. Alexander considère ses théories du « processus fondamental », des « transformations préservant la structure » et des « 15 propriétés fondamentales » qu'il décrit dans son ouvrage The Nature of Order comme des instruments pour façonner les chemins à travers l'espace de configuration.

## Sources
1. ↑  Conrad Hal Waddington, The Strategy of the Genes : A Discussion of Some Aspects of Theoretical Biology, George Allen & Unwin, 1957, 262 p.
2. ↑  Waddington, op. cit., 32.
3. ↑  Waddington, op. cit., 23.
4. ↑  Waddington, op. cit., 19.
5. ↑  Waddington, op. cit., 30-33.
6. ↑  Waddington, op. cit., 34-37.
7. ↑  Waddington, op. cit., 37.
8. ↑  Waddington, op. cit., 51-52.
9. ↑  Waddington, op. cit., 120.
10. ↑  Waddington, op. cit., 123.
11. ↑  Sean B. Carroll, Endless Forms Most Beautiful, WW Norton & Company, 2005, p. 9, 64-71
12. ↑  Sandford Kwinter, « Lecture Excerpt: What Is Life? », GSD 08 Platform, Harvard University Graduate School of Design,‎ 2008, p. 40
13. ↑  Christophe Alexander, « New Concepts in Complexity Theory Arising from Studies in the Field of Architecture » [PDF]

- C.H. Waddington, The Strategy of the Genes, George Allen & Unwin, 1957.